# Mertova díra
Mertova díra je nepřístupná štola pro těžbu stříbra v Klopotovském údolí u Nového Města nad Metují

## Popis
Mertova díra je zamřížovaná, aktuálně nepřístupná štola, která vede kolmo na Bohdašínský potok dva metry nad jeho hladinou. Za mříží byla soška permoníka, nyní je zde soška sedláka Merty. Štola se postupně svažuje a tím narůstá i hloubka vody. Podélný profil štoly bez odboček se po 50 metrech lomí dolů, po dalších čtyřech metrech končí nepravidelnou čelbou. Šířka i výška štoly nepřesáhne 1,2 metru, dovoluje pohyb v přikrčené poloze nebo po kolenou. Vstupní portál z drolivého fylitu je sanován vrstvou stříkaného betonu. 

## Historie
Historie těžby je málo zdokumentovaná a opírá se spíše o pověsti. Podle té sedlák Merta z Blažkova nalezl stříbrnou rudu. Tajemství nálezu si ale nechal pro sebe a rudu tajně těžil a prodával. Od té doby se místu říká Mertova díra.
Potvrzená existence místa se datuje k roku 1550, kdy si měšťan Maček vypůjčil od jednoho horníka německy psanou knihu o hornictví, kdy byly uvedeny Novoměstské stříbrné doly. Těžbu měli provádět náchodští pánové z Dubé. Ruda byla tavena na Novoměstském zámku. I to je ale nepotvrzená skutečnost, kterou nepotvrzuje žádná listina. Konec těžby byl zapříčiněn třicetiletou válkou (1618-1648) a místo zpustlo.
V 80. letech 18. století opět nastal zájem o dobývání rudy. V roce 1783 byl proveden průzkum štoly důlními odborníky z Kutné Hory. Podle technologie hloubení odhadli počátek těžby na 15. století podle toho, že nebyl použit střelný prach, ale byly nalezeny důlní tyče na lámání skály. Analýzou rudy byl zjištěn obsah pyritu, sideritu, křemene a galenitu s 10% stříbra. Podle dobrozdání horníků se měli v rudě objevit i stopy zlata. Na základě těchto informací společníci Josef Frinta a František Kodytek požádali o kutací list, který byl přidělen 6. listopadu 1783. Byl založen hornický cech sv. Jana Nepomuckého. Po dvou letech se ale těžba ukázala jako nerentabilní, dolování bylo zastaveno a rozpadl se i hornický cech.